# Larinia bossae
Larinia bossae är en spindelart som beskrevs av Yuri M. Marusik 1987. Larinia bossae ingår i släktet Larinia och familjen hjulspindlar. Inga underarter finns listade i Catalogue of Life.